# Bartomeu Gual
Bartomeu Gual fue un arquitecto, maestro de obras catalán del siglo XV.
Maestro de obras de la catedral de Barcelona, desde el año 1412 hasta el 1441, que le sucedió Andreu Escuder.
En la catedral realizó trabajos en el claustro, ya empezado por el anterior maestro de obras Bernat Roca, cuando tuvo que construir el cimborrio, según explica, Carreras Candi, viajó a Valencia, 

per anar a veure lo simbori

 para tomar nota del cimborrio de su catedral.
Participó en la gran consulta del año 1416, para la prosecución de la catedral de Gerona, fue uno de los arquitectos que se decantaron para seguir las obras con tres naves.